# Aviorrhyncha
Aviorrhyncha – wymarły rodzaj owadów z rzędu pluskwiaków, obejmujący tylko jeden znany gatunek: Aviorrhyncha magnifica. Pochodzi on z moskowu (pensylwan, karbon). Jego skamieniałość odnaleziono na terenie gminy Avion we francuskim departamencie Pas-de-Calais.
Gatunek i rodzaj opisane zostały w 2013 roku przez André Nel i współpracowników na łamach „Nature”. Nazwa rodzajowa to połączenie słów Avion (miejsce typowe) i rrhyncha – często używanego wśród pluskwiaków sufiksu. Takson ten umieszczany jest w monotypowej rodzinie Aviorrhynchidae i prawdopodobnie należy do Euhemiptera.
Znana jest tylko budowa przedniego skrzydła. Miało ono długość 7,5 mm. Jego użyłkowanie charakteryzowało się m.in.: obecnością żyłki poprzecznej łączącej przednią i tylną żyłkę kubitalną, długą i wklęsłą żyłką prekostalną, serią drobnych żyłek między żyłką radialną a przednią żyłką otokową, długimi i prostymi odgałęzieniami w areola postica oraz przednią żyłką kubitalną zlaną u nasady skrzydła z pierwszą z przednich żyłek analnych, a dalej znów od niej odseparowną.